# Michael Crichton
Michael Crichton (Chicago, 23 d'octubre del 1942 - Los Angeles, 4 de novembre del 2008) fou un escriptor, guionista i productor de cinema estatunidenc. Es va especialitzar en els gèneres de ciència-ficció, ficció mèdica i suspens, extrapolant les recerques científiques més recents amb arguments creïbles.
Les seves novel·les van tipificar el gènere anomenat tecno-thriller, que explora els fracassos que pot causar la interacció humana amb la tecnologia, sovint específicament les catàstrofes relacionades amb la biotecnologia. Igualment, la majoria de les seves obres es basen en nocions mèdiques i científiques ben documentades, reflectint la seva formació en aquestes matèries.
Va vendre més de 150 milions de llibres, traduïts en més de trenta idiomes, dotze dels quals se n'han fet pel·lícules. També va crear de la sèrie de televisió ER. El 1994 va ser l'única persona en tenir, alhora, un llibre número u en vendes, una pel·lícula número u en recaptació i una sèrie de televisió número u en audiència.

## Nota biogràfica
Fill d'un periodista, Crichton va passar la seva infantesa a Roslyn, a l'estat de Nova York, i des de molt jove ja va interessar-se a l'escriptura. Va tenir dues germanes, Kimberly i Catherine, i un germà petit, Douglas.
Va estudiar antropologia a la Universitat Harvard i el 1964 va obtenir un graduat amb honors. L'any següent va abandonar els estudis per anar a Europa i, amb només 23 anys, va començar a donar classes en tant que professor extern a la universitat de Cambridge. Gràcies a una beca de la Henry Russell Shaw Fellowship, Crichton va continuar viatjant per Europa i abans de tornar als Estats Units encara se'n va anar cap a l'Àfrica del Nord.
De tornada al seu país natal, va començar la carrera de medicina. Per finançar els seus estudis, es va posar a escriure novel·les (utilitzant els pseudònims John Lange i Jeffery Hudson) amb un esperit similar als James Bond de Ian Fleming. Va formar part de la fraternitat Phi Beta Kappa i, el 1969, va obtenir el doctorat en medicina. Entre el 1969 i el 1970, Crichton va continuar amb el postgrau a l'Institut Salk d'estudis biològics de La Jolla (San Diego, Califòrnia).
A partir del moment en què es convertí en un autor de best-sellers, se n'anà a viure a Hawaii, per quedar-se una mica al marge del món de l'espectacle. Es va casar cinc vegades i va tenir una única filla, Taylor Anne. Mesurava més de dos metres d'alçada.
Va formar part del moviment dels escèptics que no creuen en el canvi climàtic i encara menys en l'origen humà del fenomen, oposant-se així al relatiu consens científic sobre la qüestió. El 28 de setembre del 2005, va desencadenar la ira dels climatòlegs i de les associacions de defensa del medi ambient amb la seva novel·la Estat de por, però sobretot testimoniant davant una comissió del Senat americà com a expert sobre el tema, quan no tenia cap formació en climatologia.
Va morir sobtadament a Los Angeles el dimarts 4 de novembre del 2008, després de lluitar contra el càncer.

## Llibres
- The Andromeda Strain (1969)
- The Terminal Man (1972)
- The Great Train Robbery (1975)
- Eaters Of The Dead (1976)
- Congo (1980)
- Sphere (1987)
- Parc Juràssic (Jurassic Park) (1990)
- Rising Sun (1992)
- Persecució sexual (Disclosure) (1994)
- El món perdut (The Lost World) (1995)
- Airframe (1996)
- Rescat en el temps (1999-1357) (Timeline) (1999)
- Presa (Prey) (2002)
- Estat de Por (State of Fear) (2004)
- Next (2006)
- Latituds pirates (Pirate Latitudes) (2009) Publicació pòstuma
- Micro (2011) Publicació pòstuma
- Dents de drac (Dragon Teeth) (2017) Publicació pòstuma